# Supervisor de efeitos visuais
No contexto da produção cinematográfica e televisiva, um supervisor de efeitos visuais é responsável por alcançar os objetivos criativos do diretor ou produtores através do uso de efeitos visuais.
Embora seja uma função criativa, a maioria dos supervisores possui uma sólida formação técnica e são capazes de tomar decisões informadas sobre a técnica mais eficiente e eficaz a ser empregada para resolver o problema em questão. Frequentemente, um supervisor trabalhará em conjunto com um produtor de efeitos visuais e um supervisor de computação gráfica.
Os supervisores podem ser contratados diretamente por uma produtora de filmes ou trabalhar para uma empresa de efeitos visuais. Frequentemente, há vários supervisores de VFX em um projeto, embora normalmente haja um supervisor sênior de VFX direcionando seus esforços.
As responsabilidades específicas variam dependendo da natureza da produção, no entanto, a maioria dos supervisores:
- Lida com um projeto de VFX desde a concepção até a conclusão.
- Gerencia e dirige o pessoal técnico, artístico e de produção.
- Possui conhecimento de várias técnicas de efeitos visuais com ênfase em configurações de câmera e conhecimento de filme com um olho para composição e trabalho de câmera.
- Prevê com precisão o tempo e os custos associados do projeto.
- Colabora nos processos de licitação e negociação.

A Visual Effects Society é uma organização comercial proeminente que representa os interesses dos profissionais de efeitos visuais.